# Clairette du Languedoc
La clairette du Languedoc est un vin blanc d'appellation d'origine contrôlée produit sur les collines au nord de Pézenas, dans l'Hérault. Elle est produite avec le cépage clairette vinifié en sec, moelleux, vin doux naturel et rancio.

## Histoire

### Antiquité
L'histoire de la clairette est aussi ancienne que celle du vignoble du Languedoc. La clairette pourrait être un cépage apporté par les Grecs lors de leur introduction de la vigne en Gaule méridionale.
Sur ce terroir ont été exhumées des amphores italiques marquées du sceau GEN F (Genelis Fecit).

### Moyen Âge
Lors des grandes invasions, les vignobles, furent quasiment délaissés et le vin produit à partir des treilles du jardin ou de l'enclos. Et à partir de l'an 900, les cartulaires des chapitres cathédraux et des abbayes font nettement la différence entre les vignes basses et les vignes hautes. Le vignoble de plaine va perdurer jusqu'au début du XIVe siècle où la nécessité d'emblaver les terres riches, propices à l'abondance, repoussa la vigne vers les coteaux plus chiches mais plus qualitatifs.

### Période moderne
En 1471-1472, le sommelier de Louis XI a acheté de la clairette picquardentz, vin blanc sec, et du claretz, vin blanc doux (Bibliothèque nationale, manuscrit F.20 486). La clairette se vinifie aussi bien en doux, sous la dénomination de « Clairette » qu'en sec sous celle de « Pîcardan ».
Au XVIIIe siècle, la clairette devient un cépage « à la mode », mieux valorisé sur les marchés.

### Période contemporaine
La sensibilité de la clairette à madériser a été utilisée au XIXe siècle et au début du XXe siècle pour en faire du vermouth. Ce vin de base ne profite toutefois pas aux producteurs. Les vignobles d'Adissan, de Fontes, de Cabrieres, d’Aspiran et de Paulhan font un effort qualitatif récompensé en 1948, avec l'accession en AOC.
C'est donc l’une des plus anciennes appellations du Languedoc et c'est la plus petite.

## Étymologie
La clairette porte aussi le nom de blanquette. Ces deux origines font toutes deux référence au caractère clair de son vin. Le terroir languedocien a donné l'autre nom à l'appellation.

## Situation géographique
Le vignoble est situé sur le versant ouest de la moyenne vallée de l'Hérault, à cheval sur deux de ses affluents, la Boyne et la Lergue.

### Orographie et géologie
La clairette du Languedoc est cultivée sur des terrasses du villafranchien, terrains sédimentaires du quaternaire ancien. Il s'agit de galets de quartz et silex ou calcaires agglomérés dans une gangue argilo-sableuse.
Ce terroir peu fertile permet d'apprivoiser l'exubérante vigueur de la clairette.

### Climatologie
Le climat de ce terroir viticole est typiquement méditerranéen. Il se caractérise par des hivers doux, des étés chauds et secs et des précipitations rares et concentrées notamment en automne de septembre à décembre (les précipitations annuelles sont proches de 800 mm). Au contraire, l'été est souvent très sec, voire aride dans l'arrière pays des garrigues, avec seulement quelques précipitations en août liées aux orages. Les vents dominants sont la tramontane, vent sec et froid qui chasse les nuages, et le marin, vent humide qui au contraire amène les nuages. Il peut parfois être très violent.
Le taux d'ensoleillement journalier moyen est de 7 h 22, largement supérieur à la moyenne française de 4 h 46. En outre, relativement "protégée" du Mistral et de la Tramontane par l'avancée des reliefs cévenols, Montpellier est la ville la moins ventée du golfe du Lion. De plus, la proximité de la mer favorise l'installation de la brise marine qui tempère les excès thermiques en été.
La température annuelle moyenne est de 14,2 °C, supérieure à la moyenne nationale de 12,2 °C.
Le tableau ci-dessous indique les températures et les précipitations pour l'année 2007 :
| Mois                                   | J  | F   | M  | A    | M  | J  | J  | A    | S    | O   | N  | D  | Année |
| -------------------------------------- | -- | --- | -- | ---- | -- | -- | -- | ---- | ---- | --- | -- | -- | ----- |
| Températures moyennes maximales (°C)   | 11 | 11  | 14 | 16   | 20 | 25 | 26 | 26   | 23   | 19  | 14 | 12 | 17,6  |
| Températures moyennes minimales (°C)   | 7  | 7   | 10 | 11   | 14 | 19 | 20 | 21   | 18   | 15  | 10 | 8  | 13,3  |
| Températures moyennes (°C)             | 9  | 9   | 12 | 13,5 | 17 | 22 | 23 | 23,5 | 21,5 | 17  | 12 | 10 | 15,6  |
| Précipitations (hauteur moyenne en mm) | 60 | 105 | 10 | 15   | 90 | 0  | 3  | 10   | 29   | 144 | 21 | 72 | 659   |
| Source: MSN météo                      |    |     |    |      |    |    |    |      |      |     |    |    |       |

## Vignoble

### Présentation
Le vignoble s'étend sur les communes de Adissan, Aspiran, Le Bosc, Cabrières, Ceyras, Fontès, Lieuran-Cabrières, Nizas, Paulhan, Péret et Saint-André-de-Sangonis.

### Encépagement

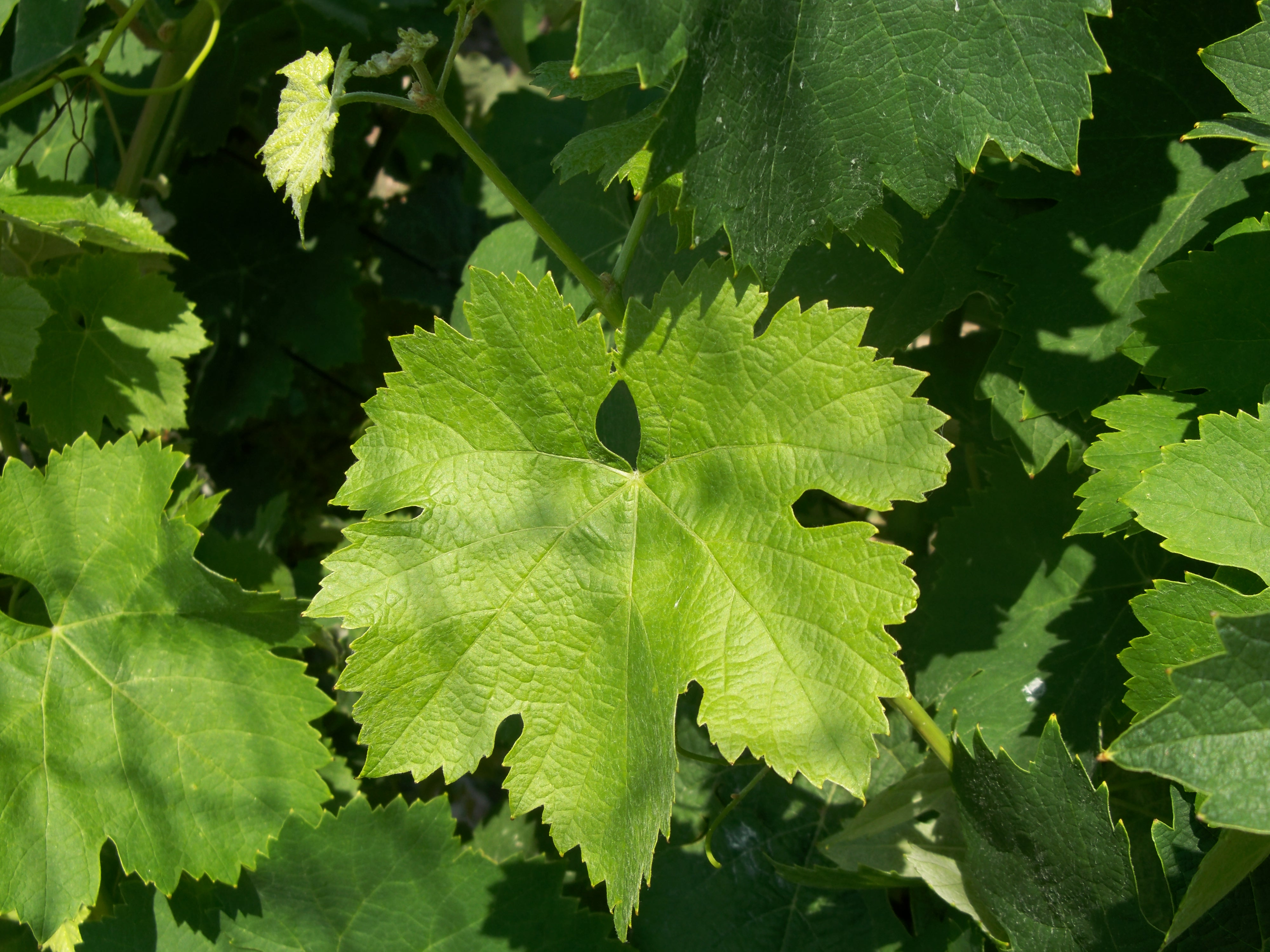
Feuille de clairette B.

L'AOC concerne les vins blancs issus exclusivement du cépage clairette B. Le terroir permet à ce cépage déjà riche en sucre, de donner des raisins très sucrés.
C'est un cépage très vigoureux qui demande à être maîtrisé. Les terrains relativement pauvres et arides y contribuent. Sa sensibilité au vent est ici secondaire, le relief protégeant bien le vignoble.

### Méthodes culturales
Selon les usages locaux, loyaux et constants, un hectare de vigne doit comporter au minimum 4 000 pieds, chaque cep étant espacé d'au maximum 2,50 mètres. La taille, qui doit être terminée au plus tard le 30 avril, est une taille courte à coursons (12 yeux francs par cep), chaque courson portant un maximum de deux yeux francs. Si l'irrigation peut être autorisée pour les vignes destinées à produire des vins tranquilles, elle est interdite pour celles destinées aux vins de liqueur.

### Vinification et élevage
Cette appellation peut être vinifiée sous trois formes différentes :
- vin sec ou légèrement moelleux (12 % d’alcool) ;
- vin doux naturel avec mutage en cours de fermentation (5 % minimum et 8 % maximum d'alcool à 90°) ;
- rancio après trois années de vieillissement pour un vin titrant 14° minimum.

### Terroir et vins

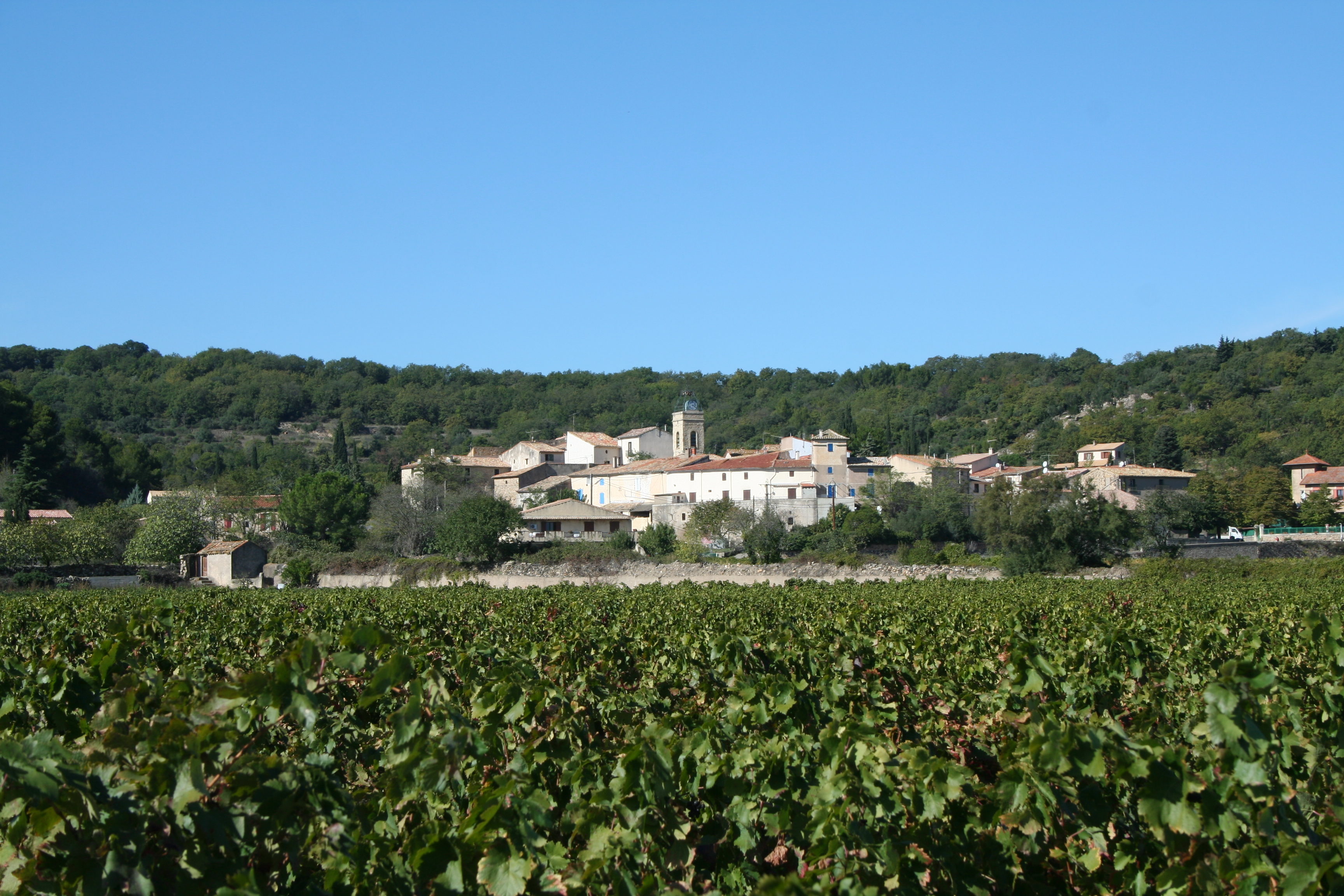
Village de Lieuran-Cabrières dans l'AOC Clairette du languedoc.

Les producteurs de chaque commune ont le droit d'ajouter le nom de celle-ci dans les trois types de vins qu'ils peuvent élaborer.
Clairette-du-languedoc :
- Clairette-du-languedoc Adissan
- Clairette-du-languedoc Aspiran
- Clairette-du-languedoc Le Bosc
- Clairette-du-languedoc Cabrières
- Clairette-du-languedoc Ceyras
- Clairette-du-languedoc Fontès
- Clairette-du-languedoc Lieuran-Cabrières
- Clairette-du-languedoc Nizas
- Clairette-du-languedoc Paulhan
- Clairette-du-languedoc Péret
- Clairette-du-languedoc Saint-André-de-Sangonis

Clairette-du-languedoc vin de liqueur : 
- Clairette-du-languedoc Adissan vin de liqueur
- Clairette-du-languedoc Aspiran vin de liqueur
- Clairette-du-languedoc Le Bosc vin de liqueur
- Clairette-du-languedoc Cabrières vin de liqueur
- Clairette-du-languedoc Ceyras vin de liqueur
- Clairette-du-languedoc Fontès vin de liqueur
- Clairette-du-languedoc Lieuran-Cabrières vin de liqueur
- Clairette-du-languedoc Nizas vin de liqueur
- Clairette-du-languedoc Paulhan vin de liqueur
- Clairette-du-languedoc Péret vin de liqueur
- Clairette-du-languedoc Saint-André-de-Sangonis vin de liqueur

Clairette-du-languedoc vin de liqueur rancio :
- Clairette-du-languedoc Adissan vin de liqueur rancio
- Clairette-du-languedoc Aspiran vin de liqueur rancio
- Clairette-du-languedoc Le Bosc vin de liqueur rancio
- Clairette-du-languedoc Cabrières vin de liqueur rancio
- Clairette-du-languedoc Ceyras vin de liqueur rancio
- Clairette-du-languedoc Fontès vin de liqueur rancio
- Clairette-du-languedoc Lieuran-Cabrières vin de liqueur rancio
- Clairette-du-languedoc Nizas vin de liqueur rancio
- Clairette-du-languedoc Paulhan vin de liqueur rancio
- Clairette-du-languedoc Péret vin de liqueur rancio
- Clairette-du-languedoc Saint-André-de-Sangonis vin de liqueur rancio

### Structure des exploitations
Il y a 9 caves indépendantes, 4 caves coopératives (regroupant 49 déclarants de récolte de l'AOC) et 2 négociants.
- Adissan
  - Cave La Clairette d'Adissan
  - Domaine des Deux Pierre, Pierre Nougaret
- Aspiran
  - Cave Coopérative d’Aspiran
  - Château Malautie, Georges Guy
- Bédarieux
  - Domaine Clovallon, Catherine Roque
- Cabrières
  - Cave Coopérative de Cabrières
- Fontès
  - Cave Coopérative de Fontès
- Paulhan
  - Château la Condamine Bertrand, Bernard Jany
  - Clos Sainte-Pauline, Camille et Alain Malard
  - Cave Coopérative Clochers et Terroirs
- Saint-André-de-Sangonis
  - Domaine la Croix Chaptal
  - Domaine de Cambous (Charles-Walter Pacaud)
- Salelles-du-Bosc
  - Domaine Vaillé Fulcran
  - Domaine Vaillé Guillaume et Marc
- Tressan
  - Domaine Vailhé Jean-Pierre

### Type de vins et gastronomie
C'est un vin qui s'accorde bien avec la bourride à la sétoise ou la baudroie à l'américaine, les huîtres au four au foie gras, les saint-jacques aux endives caramélisées, sushi, etc.

## Sources